# Bergen (Baixa Saxônia)
Bergen é uma cidade da Alemanha localizada no distrito de Celle, estado de Baixa Saxônia.
Durante a Segunda Guerra Mundial, foi implantado o campo de concentração de Bergen-Belsen (ou Bergen), onde morreram cerca de 70 mil pessoas, entre elas, Anne Frank.